# Lekkoatletyka na Letnich Igrzyskach Paraolimpijskich 2012 – 100 metrów T34 kobiet
W biegu na 100 metrów kl. T34 kobiet podczas Letnich Igrzysk Paraolimpijskich 2012 rywalizowało ze sobą 11 zawodniczek. W konkursie udział wzięły osoby poruszające się na wózkach, posiadające drobne problemy ze sterowaniem pojazdami.

## Wyniki

### Eliminacje

#### Bieg 1
| Miejsce | Zawodniczka      | Państwo           | Czas  | Uwagi  |
| ------- | ---------------- | ----------------- | ----- | ------ |
| 1.      | Amy Siemons      | Holandia          | 19.94 | Q      |
| 2.      | Rachael Burrows  | Kanada            | 22.02 | Q      |
| 3.      | Kristen Messer   | Stany Zjednoczone | 22.10 | Q, PRC |
| 4.      | Haruka Kitaura   | Japonia           | 22.35 |        |
| 5.      | Melissa Nicholls | Wielka Brytania   | 22.41 |        |
| 6.      | Kristy Pond      | Australia         | 24.58 |        |

#### Bieg 2
| Miejsce | Zawodniczka      | Państwo           | Czas  | Uwagi |
| ------- | ---------------- | ----------------- | ----- | ----- |
| 1.      | Hannah Cockroft  | Wielka Brytania   | 18.24 | Q, PR |
| 2.      | Yousra Ben Jemaa | Tunezja           | 20.57 | Q, RR |
| 3.      | Rosemary Little  | Australia         | 20.65 | Q, RR |
| 4.      | Desiree Vranken  | Holandia          | 20.69 | q     |
| 5.      | Carleigh Dewald  | Stany Zjednoczone | 21.77 | q     |

### Finał
| Miejsce | Zawodniczka      | Państwo           | Czas  | Uwagi |
| ------- | ---------------- | ----------------- | ----- | ----- |
|         | Hannah Cockroft  | Wielka Brytania   | 18.06 | PR    |
|         | Amy Siemons      | Holandia          | 19.49 |       |
|         | Rosemary Little  | Australia         | 19.95 | OC    |
| 4.      | Desiree Vranken  | Holandia          | 20.37 |       |
| 5.      | Yousra Ben Jemaa | Tunezja           | 20.52 | AR    |
| 6.      | Kristen Messer   | Stany Zjednoczone | 21.59 | WRC   |
| 7.      | Carleigh Dewald  | Stany Zjednoczone | 21.83 |       |
| 8.      | Rachael Burrows  | Kanada            | 22.59 |       |